# Aeroportul Bontang
Aeroportul Bontang (IATA: BXT, ICAO: WALC) este un aeroport din Bontang⁠(d), Kalimantanul de Est, Indonezia ce deservește zona Bontang⁠(d). A fost numit după zona deservită.
Situat la o altitudine de 16 m, aeroportul dispune de o singură pistă.